# Bünz
Bünz är ett vattendrag i Schweiz. Det ligger i den centrala delen av landet. Bünz mynnar tillsammans med Aabach i Aare.
Trakten runt Bünz består till största delen av jordbruksmark.